# Agricultural Economics
Agricultural Economics is een internationaal, aan collegiale toetsing onderworpen wetenschappelijk tijdschrift op het gebied van de agroeconomie en agropolitiek. De naam wordt in literatuurverwijzingen meestal afgekort tot Agr. Econ. Het wordt uitgegeven door Elsevier namens de International Association of Agricultural Economists.